# Primeiro Comando da Capital
Das Primeiro Comando da Capital (kurz PCC, portugiesisch für Erstes Kommando der Hauptstadt) ist eine brasilianische kriminelle Organisation, die aus São Paulo stammt und in Brasilien den organisierten Rauschgifthandel in weiten Teilen kontrolliert. Seit etlichen Jahren ist das PCC zudem im internationalen Kokainhandel tätig, vor allem nach Europa. Zu seinen Abnehmern zählen die kalabrische Mafia, albanische, serbische und nordafrikanische Netzwerke.
Die Megalopolis ist mit ihren krassen Gegensätzen von Arm und Reich, den immens ausgedehnten Elendsvierteln im Peripheriegebiet, den laxen Waffengesetzen Brasiliens und der mangelnden Kontrolle der staatlichen Organe ein ideales Betätigungsfeld für kriminelle Strukturen. Insbesondere die Oberschicht von São Paulo schottet sich ob der Bedrohung auf den Straßen der Stadt immer weiter von der Außenwelt ab.

## Ziele und Aktivitäten
Das PCC ist nicht nur eine stadtumspannende Straßengang, sondern eine terroristische Vereinigung mit klaren politischen Zielen. Es peilt die Kontrolle über das Stadtgebiet von São Paulo an. Die Mitglieder rekrutieren sich hauptsächlich aus den Favelas der Stadt, in denen ungefähr 20 % der gesamten Bevölkerung São Paulos ohne jegliche soziale Unterstützung des Staates leben.
Nicht nur Banküberfälle, Blitzentführungen, Drogenkriminalität, Auftragsmorde, Straßenraub und Einbrüche gehören zum Repertoire des PCC. In der Vergangenheit, z. B. im Mai 2006, organisierte das PCC landesweit Gefängnisrevolten und zahlreiche Ausschreitungen in São Paulo, welche die Stadt tagelang in den Ausnahmezustand versetzten.
Seit etwa 2015 ist das PCC zudem im internationalen Kokainhandel tätig. Es kauft Kokainpaste bei Banden in Bolivien und bei Produzenten in Kolumbien und Peru. Von dort wird sie nach Brasilien geschmuggelt, zu Kokain weiterverarbeitet und dann über Häfen wie den von Santos in Richtung Europa verschifft. Die Bosse des internationalen Rauschgifthandels des PCC haben sich nach Bolivien zurückgezogen.

## Entstehungsgeschichte
Das Primeiro Comando da Capital wurde 1993 gegründet und war zunächst eine Gefängnisfußballmannschaft, bestehend aus den acht Gründungsmitgliedern. Die Legende besagt, dass die Mannschaft PCC jedes Gefängnisfußballturnier gewann, ganz einfach deshalb, weil keine andere Mannschaft es wagte, gegen sie zu gewinnen. Die Mannschaft beschloss die Gründung eines kriminellen Netzwerks; seitdem wächst das PCC stetig. Die Mitgliederzahlen basieren auf Schätzungen. 2006 wurde von ungefähr 100.000 Mitgliedern ausgegangen.

## Organisationsstruktur
Das Primeiro Comando da Capital hat eine hierarchische Organisationsstruktur.
An der Spitze der kriminellen Organisation steht Marcos „Marcola“ Willians Herbas Camacho, ein früherer Bankräuber. Er steht der sogenannten „Sintonia Final“ vor, dem obersten Entscheidungsgremium des PCC. Weitere „Sintonias“ führen Bereiche wie den Drogenhandel, die unterstützenden Sektoren, die z. B. Busse für Verwandtenbesuche in den Gefängnissen organisieren oder Anwälte für beschuldigte Mitglieder. Im Bundesstaat São Paulo ist das PCC nach Telefonvorwahlen organisiert. Es gibt aber auch Sektionen in fast allen anderen brasilianischen Bundesstaaten und im Ausland. Die Bosse des PCC steuern die konzertierten Aktionen der Organisation teilweise mit Mobiltelefonen aus ihren Gefängniszellen. Wo es Störsender gibt, setzen sie auf Briefe, die von Anwälten oder Verwandten aus den Gefängnissen geschmuggelt werden.
Jedes Mitglied bekommt bei seiner Aufnahme zwei sogenannte Paten zugewiesen, welche für Hilfe und Problembeistand zuständig sind. Das PCC hat eine Art Sozialsystem entwickelt: Wenn man der Organisation beitritt, bekommt man die Miete erlassen, ärztliche Versorgung im Notfall, bessere Gefängnisbedingungen über geschmiertes Gefängnispersonal, andere Hilfeleistungen wie Schulbücher für die Kinder, und den Schutz der Gruppe. Als Gegenleistungen muss man Aufträge für das PCC ausführen. Gerade in den Gefängnissen ist die Beitrittsquote sehr hoch, da die Insassen dadurch Sicherheit vor Gewalt erkaufen möchten. Dank der enormen Einnahmen insbesondere aus dem internationalen Kokainhandel wurde der monatliche Mitgliedsbeitrag, den Mitglieder in Freiheit bis vor kurzem zahlen mussten, min abgeschafft.

## Ausschreitungen
Das PCC hat schon mehrfach konzertierte gewalttätige Ausschreitungen in der Stadt organisiert und durchgeführt. Internationale Aufmerksamkeit erlangten die Ausschreitungen im Mai und Juli 2006. Ziel der Anschläge waren Polizeireviere, Banken, Gerichte, und zahlreiche Omnibusse der öffentlichen Verkehrsgesellschaft. Die Unruhen dauerten fünf Tage an und sorgten für Angst und Panik unter der Bevölkerung.

### Chronologie der der PCC zugeschriebenen Gewaltaktionen
23. April 2017: Etwa 50 schwer bewaffnete Angreifer stürmten in einer koordinierten Aktion einen Polizeiposten in der Grenzstadt Ciudad del Este in Paraguay und zündeten mehrere Autos in der Stadt an. Diese Ablenkung nutzten sie, um in Gebäude des Geldtransportunternehmens Prosegur vor Ort einzudringen. Dabei werden gepanzerte Fahrzeuge, mehrere Sprengsätze und ein Flugabwehrgeschütz eingesetzt. Sie sprengten den Tresor und stahlen zwischen 30 und 40 Millionen US-Dollar. Anschließend flüchteten sie aus Paraguay mit Schnellbooten zurück nach Brasilien. Ein Polizist wurde bei der Aktion getötet, fünf Personen verletzt.
14. Januar 2017: Über 14 Stunden lang kommt es zu Auseinandersetzungen in der Haftanstalt Alcaçuz in Nísia Floresta (Rio Grande do Norte). Mitglieder des Sindicato do Norte drangen in das Gebiet des Primeiro Comando da Capital innerhalb des Gefängnisses ein. Vor Beginn der Auseinandersetzung wurde der Strom abgestellt. Deshalb funktionierten die Störsender nicht, die die Kommunikation per Handy innerhalb und aus dem Gefängnis verhindern sollen. Die Kämpfe wurden von Gangmitgliedern außerhalb der Haftanstalt unterstützt: Kurz zuvor hätten sich Männer in einem Auto dem Gefängnis genähert und Waffen über die Mauer geworfen, sagte die Präsidentin der Gewerkschaft der Justizvollzugsbeamten. Bei den Kämpfen starben mindestens 27 Menschen. Die meisten Leichen wurden geköpft und verstümmelt. Die Polícia Militar rückte nach 72 Stunden schwer bewaffnet mit gepanzerten Fahrzeugen in das Gefängnis ein. Die Haftanstalt Alcaçuz ist für 620 Gefangenen ausgelegt und hatte 2017 mindestens 1083 Insassen. Während die Regierung des Bundesstaats Rio Grande do Norte von 27 Todesopfern sprach, könnten es laut Polizeiermittlern über 30 Tote sein.
16. August 2006: „Dritte Welle der Gewalt“ im Jahr 2006, 100 Attacken in 4 Tagen gegen Tankstellen, öffentliche Gebäude, Sicherheitsbeamte und Busse, sowie mehrere gescheiterte Anschläge auf ein Rathaus; am Ende wird eine selbstgebaute Bombe im Rathaus gelegt, die Fassade wird beschädigt.
13. August 2006: Der Fernsehsender Rede Globo sendet nach der Entführung zweier ihrer Mitarbeiter, des Journalisten Guilherme Portanova und des Kameramanns des Senders, Rede Globo Alexandre Calado, das „PCC-Manifesto“ (PCC-Statut, Aufnahmebedingungen), um deren Freilassung zu erreichen.
9. August 2006: Bombenanschlag auf das Ministerio Publico do Estado São Paulo (wird der Organisation zugeschrieben, allerdings liegt kein Bekennerschreiben der PCC vor) (O Globo 4. Juli 2006)
29. Juni 2006: Da Silva, Aufseher eines Gefängnisses, wird getötet
28. Juni 2006: Milton Seclestino (Sicherheitsbeamter) wird außerhalb des Gefängnisses getötet
Juli 2006: Anschläge auf Polizeistationen im Bundesstaat São Paulo. 50 Einrichtungen der Zivil und Militärpolizei waren betroffen, es gab sieben Tote. Über 100 Angriffe im öffentlichen Leben wurden gezählt, darunter knapp 70 Angriffe gegen Busse mit Molotowcocktails, der Busverkehr kam nahezu zum Erliegen. Auslöser soll die Festnahme eines Bandenchefs der PCC gewesen sein.
4. Juli 2006: O Globo berichtet über ein geplantes Attentat auf die brasilianische Börse, welches aber nicht durchgeführt wird
2. Juli 2006: Do Conto (Gefängnispersonal) wird in einer Telefonzelle umgebracht, Da Silva (Aufseher) wird von vier Männern von einem Viadukt gestoßen, er überlebt diesen ersten Anschlag. Da Freitag wird durch Pistolenschüsse exekutiert, er war einer der Sicherheitskräfte die mit der Rebellion in den Gefängnissen zu tun hatte
1. Juli 2006: Eduardo Rodrigues wird in einem Geschäft getötet, Cavalcante (Aufseher) wird in der Nähe seines Hauses getötet
12. – 16. Mai 2006: „Die Blutwoche“ Aufstände sowie Angriffe auf das öffentliche Leben/ 41 tote Polizeibeamte. In den folgenden Tagen sterben über 100 Personen in der Konfrontation mit der Polizei, Vergeltungsmaßnahmen und polizeiliche Exekutionen werden von den Polizeisprechern dementiert. Als eine Namensliste der Opfer auch nach acht Tagen nicht vorlag, setzte der Staatsanwalt dem Gouverneur eine Frist von 72 Stunden unter Androhung von Beugehaft. Insgesamt spricht man von über 170 Toten der „Blutwoche“. Zug- und Busverkehr in der Stadt kamen vollständig zum Erliegen. 112 Gefängniswärter werden als Geisel genommen (13. Mai 2006) in 21 Strafvollzugsanstalten, die Hauptzahl in den Hochsicherheitsgefängnissen Avaré (262 km O von São Paulo) und Iaras (282 km NO von São Paulo)
14. Mai 2006: Angriff auf eine Polizeistation: 30 Tote, 57 Attacken im Staat São Paulo, Schüsse auf Autos, Polizisten werden verletzt und getötet.
Wegen einer Bombendrohung wurde der Flughafen der Stadt am 15. Mai voll gesperrt, Geschäfte und Schulen blieben geschlossen, es kam zu einem 212 km langen Verkehrsstau als die Bürger versuchten, die Stadt zu verlassen. Ein nächtliches Ausgehverbot (curfew) brachte das Leben in der Stadt zum Erliegen. Die Anschläge hatten ihr Zentrum in der Metropolregion São Paulo, es kam aber auch in 5 weiteren Gefängnissen des Bundesstaats zu Revolten aus Solidarität mit dem Kampf der Gruppe.
Hintergrund der Aufstände vom Mai: Hintergrund der Revolten war die geplante Verlegung von PCC Anführer Marcola und anderen hochrangigen Mitgliedern der Organisation in Isolationshaft in einem Hochsicherheitsgefängnis außerhalb der Hauptstadt. Die Information über die geplante Verlegung gelangte über ein abgehörtes Gespräch vor einer Regierungskommission und ein an die PCC verkauftes Tonband dieses Gesprächs in die Gefängnisse. Über Mobiltelefone wurde die Revolte strukturiert und koordiniert.
Opferzahlen Mai/2006: Laut dem Conselho regional de Medicino de Medicina do Estado de São Paulo (Cremesp) starben zwischen dem 12. und 20. Mai 2006 492 Menschen an den Folgen der Ausschreitungen. Die offiziellen Opferzahl lautet 188: 123 Zivilisten, 23 Inhaftierte und 42 Sicherheitsbeamte. Cremesp klagt an, dass es Hinrichtungen durch sogenannte Grupos de exterminio, Exekutionskommandos der Polizei gegeben habe, die Opfer seien hauptsächlich arm und schwarz.
Ende 2005: Angriffe auf 3 Polizeiwachen
6/7. August 2005: Es wurde über einen Tunnel in die Banco Central in Fortaleza eingebrochen. Dabei wurde die Einbrechermannschaft von keinen Sicherheitssystemen erfasst. Bis heute gilt dieser Raub als einer der größten überhaupt. Bis heute sind nur ein Teil der Beute (ca. 8 Mio. von 62 Mio. Euro) wiedergefunden. Ebenso wurde nur einige Diebe geschnappt. Von den Drahtziehern des Raubs fehlt jede Spur. Es ist auch nicht klar, ob man diesen Raub der PCC zuschreiben kann. Jedoch hatte viele der Räuber enge Kontakte zur Organisation und diese war wahrscheinlich auch Geldgeber.
Bis Juni 2005: 7 Attacken zusammen mit dem Comando Vermelho als Antwort auf Verlegungsvorhaben von Gefangenen, im Vorjahr wurden in derselben Kooperation 4 Attacken mit 9 Toten gezählt
Januar 2005: Angriff auf Stützpunkt der Policia Militar im Luxusstadtteil Morumbi
2003: Ermordung von Richter Prudente, die PCC bekennt sich
2002: Bombe ins Sekretariat der Gefängnisverwaltung der Anstalt Carumba Moto Grosso am Jahrestag der Aufstände von 2001, drei Attentate in einer Woche, Aufstände in mehreren Gefängnissen, mindestens 15 Todesopfer, Bombe explodiert im IPRUM (Institut für soziale Sicherung)
2001: Immer wieder Attacke auf Strafvollzugsbeamte mit Messern und Stöcken
18. Februar 2001 – 21. Februar 2001: 68-stündige, größte Gefängnisrevolte Südamerikas mit mindestens 20 toten Häftlingen (3 Enthauptete) und 80 Verletzten. Ein als Geisel genommenes Kind verbrennt bei der Explosion einer Tränengaskartusche. 28.000 Häftlinge nahmen 5.000–7.000 Geiseln, 29 der 73 Haftanstalten Sao Paulos waren beteiligt. Im Carumba Moto Grosso Aufstand angeblich wegen Unzufriedenheit mit der Direktion. Das Gefängnis Readaptcao wird vollständig von Häftlingen kontrolliert.

### Hintergrund
2 Tage zuvor sollten 10 Anführer aus Carandiru verlegt werden, bereits zuvor forderte ein ‚Krieg‘ um die Kontrolle des internen Drogenmarkts 5 Todesopfer einer rivalisierenden Gang. Bereits 1998 wurden 6 PCC Anführer aus dem Gefängnis Taubate, wo die Gang 1993 gegründet worden war, geheim in den angrenzenden Bundesstaat Parana verlegt, um die Gruppe zu schwächen. Die freigewordenen Machtpositionen wurden jedoch innerhalb von kürzester Zeit neu besetzt. Bei einer weiteren Verlegung von Carandiru nach Taubate kam es zu einem Aufstand mit 9 Toten, der Hochsicherheitstrakt des Gefängnisses wurde verwüstet. Einige der Anführer wurden nun zurück nach Carandiru verlegt, deren geplante erneute Verlegung war der Auslöser der Aufstände.
Organisation: Aufstand während der Sonntagsvisite, Geiselnahme von Häftlingen
2000: Aufstand mit 9 Toten an der Seite des CRBC
1999: Aufstand im Gefängnis Carumba, 11 Tote. Tötung von 13 Inhaftierten offiziell durch Mitgefangene
1998 gibt sich die Organisation ein Statut. Es tauchen Ableger in anderen Bundesstaaten auf, begünstigt durch Netzwerke aus Polizisten und Kriminellen
1993: Gründung der PCC als Reaktion auf die Massenhinrichtungen von Carandiru
1992: Massaker von Carandiru: Die Polizei stürmt das Hochsicherheitsgefängnis, die Bilanz sind 111 tote Häftlinge und ein zerstörter Hochsicherheitstrakt.

## Das Statut
Das Primeiro Comando da Capital hat ein Statut mit den Grundregeln der Organisation. Auf Missachtung der Regeln steht angeblich die Todesstrafe. Am 16. Mai 2006 wurde ein Paar festgenommen, welches eine Kopie des Statuts bei sich trug. Dies ist die Übersetzung des Statuts (aus der Übersetzung ins Englische):
1. Loyalität, Respekt und Solidarität gegenüber der Organisation stehen über allem
2. Der Kampf für Freiheit, Gerechtigkeit und Frieden
3. Die Einheit des Kampfes gegen Ungerechtigkeit und Unterdrückung in den Gefängnissen
4. Diejenigen, die sich in Freiheit befinden, helfen ihren Brüdern in den Gefängnissen durch Rechtsanwälte, Geld, Hilfe für die Familienmitglieder und durch Gefängnisausbruch-Operationen.
5. Respekt und Solidarität gegenüber allen Mitgliedern der Organisation, auf dass es keine inneren Konflikte gebe. Denn wer Konflikte innerhalb der Organisation anzettelt und so versucht, die Bruderschaft zu spalten, wird aus der Organisation ausgeschlossen und gemieden werden.
6. Missbrauche die Organisation nie, um deine persönlichen Konflikte mit Außenstehenden zu lösen, denn die Ideale der Organisation stehen über persönlichen Konflikten. Die Organisation wird jedoch immer loyal und unterstützend zu all ihren Mitgliedern sein, so dass sie keine Ungleichheit oder Ungerechtigkeit durch externe Konflikte erdulden.
7. Derjenige, welcher sich in Freiheit befindet und ein gutes Leben genießt, aber es unterlässt, seinen Brüdern im Gefängnis zu helfen, wird ohne Gnade zum Tode verurteilt.
8. Die Mitglieder der Organisation müssen ein gutes Vorbild sein. Deshalb erlaubt die Organisation keine Überfälle, Vergewaltigungen oder Erpressungen innerhalb des eigenen Systems.
9. Die Organisation duldet keine Lügen, Verrat, Neid, Habgier, Irreführung, Egoismus und Verfolgen konträrer persönlicher Interessen, sondern schätzt Ehrlichkeit, Treue, Mannhaftigkeit, Solidarität und Verfolgen des gemeinsamen Wohls, denn wir sind einer für alle und alle für einen.
10. Jedes Mitglied muss die Hierarchie und Regeln der Organisation befolgen. Jeder wird leistungsgerecht bezahlt werden. Jedermanns Meinung wird gehört und respektiert werden, aber die endgültigen Entscheidungen werden durch die Gründer der Organisation gefällt.
11. Das Primeiro Comando da Capital PCC wurde im Jahr 1993 gegründet, aus einem unermüdlichen Kampf gegen Unterdrückung und Ungerechtigkeiten im Konzentrationslager „Casa de Custódia“ und Treatment of Taubaté, mit dem unumstößlichen Motto „Freiheit, Gerechtigkeit und Frieden“.
12. Die Organisation duldet keine internen Rivalitäten oder Diskussionen um die Führung des Kommandos, denn jedes Mitglied der Organisation kennt seine Rolle, die seinen Fähigkeiten entspricht.
13. Wir müssen vereint und organisiert bleiben, um ein ähnliches oder gar schlimmeres Massaker als am 2. Oktober 1992, als 111 Gefangene feige ermordet wurden, zu verhindern, ein Massaker, welches für immer im Bewusstsein der brasilianischen Gesellschaft bleiben wird. Denn wir vom Kommando werden Gefängnispraktiken, welche unmenschlich, voller Unrecht, unterdrückend und mit Folter oder Gefängnismassakern verbunden sind, abschaffen.
14. Es ist ein wichtiges Ziel des PCC, Druck auf die Regierung des Bundesstaats auszuüben, die Gefängnisse „House of Custody“ und „Treatment of Taubaté“ zu schließen, in deren unrühmlichen und grausamen Bedingungen das PCC entstand.
15. Die vom PCC ausgehenden gleichzeitigen Aktionen in allen Gefängnissen des Staates werden grenzüberschreitend in einem Krieg ohne Waffenstillstand anhalten, bis der Sieg errungen ist.
16. Das Wichtigste ist, dass niemand uns in diesem Kampf stoppen wird, denn die Saat des PCC hat sich in alle Gefängnisse des Bundesstaats verbreitet und wir haben es vollbracht, uns auch außerhalb dieser zu strukturieren, durch viele Opfer und unwiederbringbare Verluste, aber wir haben uns im Bundesstaat gefestigt und werden uns auf mittlere oder lange Sicht im ganzen Lande festsetzen. In einer Verbündung mit dem Comando Vermelho werden wir - CV und PCC - das Land aus den Gefängnissen heraus revolutionieren und unserer bewaffneter Flügel wird der Schrecken der mächtigen Unterdrücker und Tyrannen sein, welche das Taubaté Annex und das Bangú I in Rio de Janeiro als ein Instrument der Rache der Gesellschaft durch die Erschaffung von Monstern benutzten.

Wir kennen unsere Stärke und die Stärke unserer mächtigen Gegner, aber wir sind bereit und stehen vereint, und vereinte Menschen werden niemals besiegt werden.
Freiheit! Gerechtigkeit! Und Frieden!
Durch diese Politisierung verstärkt das PCC den Eifer und die Treue ihrer Mitglieder. Ein Austritt aus der Organisation ist jedoch nicht ohne große Schwierigkeiten möglich.